# Rejon elektreński
Rejon elektreński (lit. Elektrėnų savivaldybė) – rejon w centralno-południowej Litwie.
Według Spisu Ludności z 2001 roku ok. 7,5% (2,175 tys.) populacji rejonu stanowili Polacy. 

## Skład etniczny
- Litwini – 23 740 (82,08%)
- Polacy – 2 175 (7,52%)
- Rosjanie – 1 906 (6,59%)
- Białorusini – 367 (1,27%)
- Ukraińcy – 276 (0,95%)
- Inni - 145 (0,5%)